# Christoph Blume

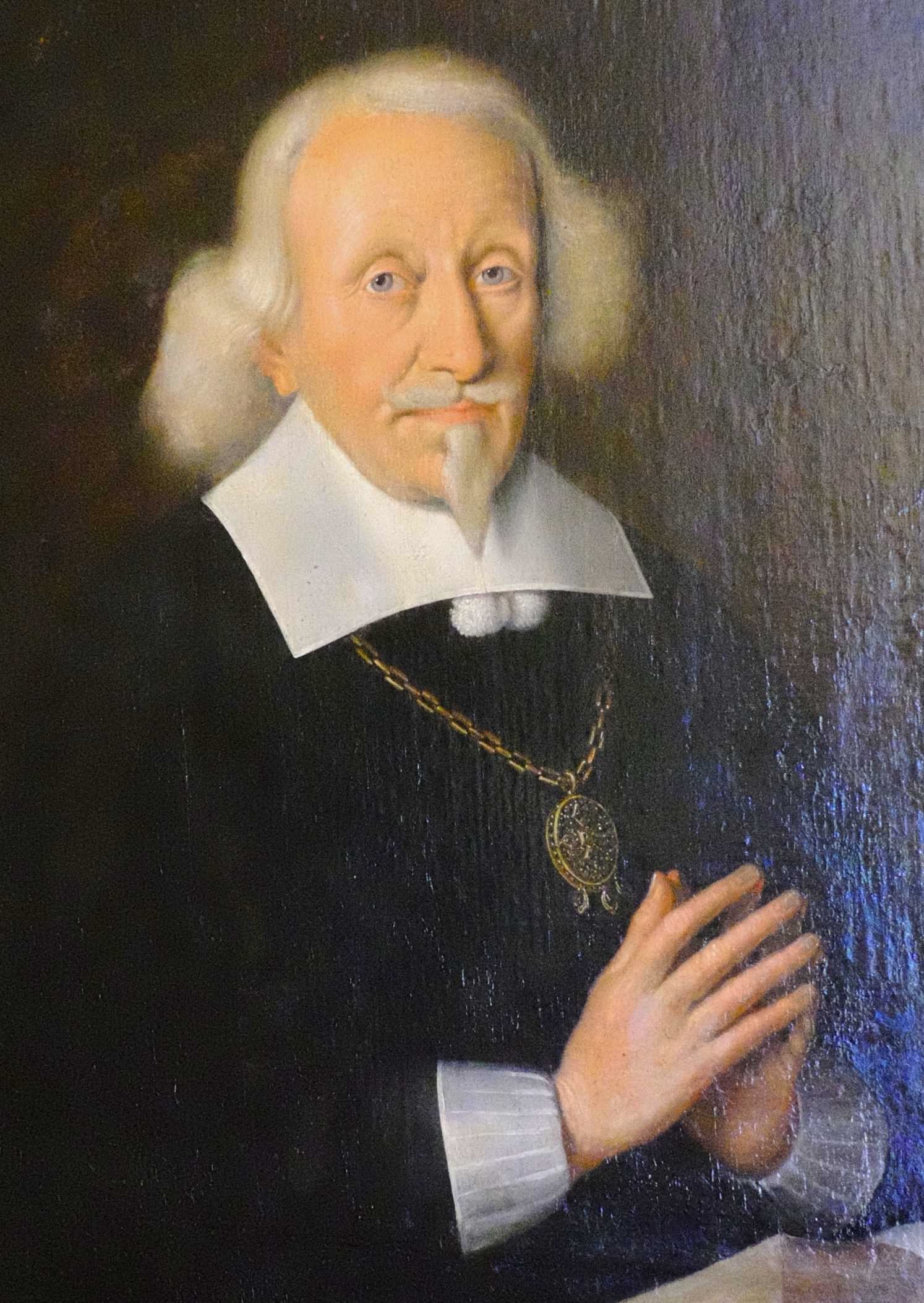
Christoph Blume (1589–1659)

Christoph Blume oder Christoph Blome (* 10. November 1589 in Hannover; † 26. September 1659 ebenda) war ein herzoglich braunschweig-lüneburgischer Kammerrat, Erbherr auf Stemmen bei Barsinghausen und Fürstlich Grubenhagenscher Landrentmeister.

## Leben
Blume entstammte dem alten niedersächsischen Geschlecht Blume beziehungsweise von Blume. Er war Sohn des hannoverschen Patriziers Hans Blome und der Anna Kamitz. Er heiratete am 21. April 1616 Anna Reiche (1592–1673), Tochter des Fürstlich Wolfenbüttelschen Sekretärs Hartwig Reiche und der Magdalena Höfer. Aus der Ehe gingen mindestens zwei Brüder hervor; der spätere, in Wolfenbüttel geborene Kommissionsrat und Hofgerichts-Assessor Friedrich Ulrich von Blum (1619–1670) und der später zum Baron erhobene Heinrich Julius von Blume.
Blume, der als welfischer Kammerrat wirkte, erwarb das Rittergut Stemmen am Deister sowie das Rittergut Börnecke zu Börnecke in der Grafschaft Blankenburg.
Nach dem Dreißigjährigen Krieg wirkte Blume als Landrentmeister für das ebenfalls von den Welfen regierte Fürstentum Grubenhagen. Am 5. November 1652 wurde ihm von dem braunschweig-lüneburgischen Herzog Georg Wilhelm das Patronatsrecht über die Pfarre und die Schule in Stemmen verliehen.
Die Erben von Blumes Sohn Friedrich Ulrich von Blume verkauften das Stemmener Gut 1671 an den Hofrichter und Schatzrat Ernst Friedrich von Reden, den Vater des Oberhofmarschalls Franz Johann von Reden.